# Costa Rica en los Juegos Olímpicos de Moscú 1980
Costa Rica estuvo representada en los Juegos Olímpicos de Moscú 1980 por un total de 29 deportistas, 28 hombres y una mujer, que compitieron en 5 deportes.
La portadora de la bandera en la ceremonia de apertura fue la nadadora María del Milagro París. El equipo olímpico costarricense  no obtuvo ninguna medalla en estos Juegos.